# КК Анвил Влоцлавек
КК Анвил Влоцлавек (пољ. WTK Anwil Włocławek) је пољски кошаркашки клуб из Влоцлавека. У сезони 2018/19. такмичи се у Првој лиги Пољске и у ФИБА Лиги шампиона.

## Историја
Клуб је основан 1991. године. Први пут је у највишем рангу заиграо већ 1992, а једину титулу првака државе освојио је у сезони 2002/03, док је чак осам пута био другопласирани. Победник националног купа био је три пута (1995, 1996. и 2007. године).
На европској сцени највећим успесима сматрају се полуфинале Купа Рајмунда Сапорте у сезони 2001/02. и четвртфинале Купа Радивоја Кораћа у сезони 1999/00.

## Успеси
| Такмичење                | Такмичење                | Број                     | Година                                          |                          |                          |
| Национално првенство - 3 | Национално првенство - 3 | Национално првенство - 3 | Национално првенство - 3                        | Национално првенство - 3 | Национално првенство - 3 |
| ------------------------ | ------------------------ | ------------------------ | ----------------------------------------------- | ------------------------ | ------------------------ |
| Прва лига Пољске         | Првак                    | 3                        | 2003, 2018, 2019.                               |                          |                          |
| Прва лига Пољске         | Други                    | 8                        | 1993, 1994, 1999, 2000, 2001, 2005, 2006, 2010. |                          |                          |
| Национални куп - 3       |                          |                          |                                                 |                          |                          |
| Куп Пољске               | Победник                 | 3                        | 1995, 1996, 2007.                               |                          |                          |
| Куп Пољске               | Финалиста                | 3                        | 2004, 2011, 2017.                               |                          |                          |

## Познатији играчи
- Јанис Блумс
- Марко Бркић
- Алан Грегов
- Горан Јагодник
- Душан Катнић
- Семир Хабибовић
- Лука Павићевић
- Оливер Стевић
- Диор Фишер
- Млађан Шилобад

## Познатији тренери
- Емир Мутапчић
- Александар Петровић
- Змаго Сагадин